# Ochor-Szybir
Ochor-Szybir (ros. Охор-Шибирь) – wieś (ułus) w Rosji, w Buriacji, w rejonie tunkińskim. W 2010 liczyła 547 mieszkańców.